# Volo TEAM Linhas Aéreas 6865
Il volo TEAM Linhas Aéreas 6865 (TIM6865) è stato un collegamento passeggeri regionale a corto raggio tra Macaé e Rio de Janeiro, in Brasile. Il 31 marzo 2006, l'aereo che operava la rotta, un Let L-410 Turbolet, si schiantò contro una montagna mentre stava effettuando un avvicinamento VFR all'aeroporto di Macaé con 17 passeggeri e 2 membri dell'equipaggio a bordo. Nessuno sopravvisse.
La squadra investigativa del CENIPA concluse che l'avvicinamento VFR era avvenuto in modo inadeguato, affermando che la visibilità in quel momento non era sufficiente per volare a vista.

## L'incidente
Il volo TEAM Linhas Aéreas 6865 era operato da TEAM Linhas Aéreas, una compagnia aerea regionale con sede a Rio de Janeiro. Era un volo interno di linea giornaliero da Macaé, nello stato di Rio de Janeiro, alla città omonima. Il Let L-410 portava il codice di registrazione brasiliano PT-FSE e trasportava 19 persone, composte da 2 membri dell'equipaggio e 17 passeggeri.
Il volo decollò da Macaé alle 17:19 ora locale. All'epoca operava secondo le regole del volo strumentale (IFR) con l'ora di arrivo stimata per le 18:02. Dopo il decollo da Macaé, i piloti dichiararono la propria intenzione di cancellare il piano di volo IFR e di voler continuare secondo le regole del volo a vista (VFR). Questa cancellazione venne approvata da un controllore del traffico aereo.
Con l'avvicinarsi del maltempo, l'equipaggio scese a 2 000 piedi (610 m). I piloti stavano inclinando l'aereo a sinistra quando colpirono le cime degli alberi schiantandosi sulla cima del Pico da Pedra Bonita, vicino al comune di Rio Bonito. L'impatto uccise tutti gli occupanti.

## Le indagini
La squadra investigativa brasiliana CENIPA condusse le indagini che durarono poi 12 mesi. Il rapporto finale venne pubblicato il 19 marzo 2007, classificando l'incidente come un volo controllato contro il suolo causato da un errore del pilota. Le condizioni meteorologiche nella zona in quel momento erano pessime, ed era impossibile effettuare un volo a vista, secondo il CENIPA. Tuttavia, l'equipaggio del volo 6865 passò intenzionalmente dall'IFR al VFR mentre la visibilità era limitata. Prima del volo, i piloti non conoscevano il tempo che li attendeva. Il CENIPA accusò anche la scarsa capacità decisionale dell'equipaggio, affermando che una valutazione inadeguata li aveva portati a volare a un'altitudine inferiore al limite di sicurezza.